# Eidgenössische Volksinitiative «Für Freiheit und körperliche Unversehrtheit»
Die eidgenössische Volksinitiative «Für Freiheit und körperliche Unversehrtheit», auch «Stopp Impfpflicht»-Initiative genannt, ist eine Volksinitiative, die von der Freiheitlichen Bewegung Schweiz am 16. Dezember 2021 bei der Bundeskanzlei eingereicht wurde. Die Initiative entstand in ihrer eingereichten Form als Reaktion auf die staatlichen Massnahmen zur Bekämpfung der COVID-19-Pandemie. Die Initiative verlangt, dass jeder Eingriff in die körperliche oder geistige Unversehrtheit eines Menschen der Zustimmung dieser Person bedarf. Bundesrat und Parlament lehnten die Initiative deutlich ab. Die Abstimmung wurde für den 9. Juni 2024 festgesetzt. Die Initiative wurde mit rund 73,7 % Nein-Stimmen abgelehnt.

## Initiative

### Initiativtext
Die Bundesverfassung wird wie folgt geändert:
2bis Eingriffe in die körperliche oder geistige Unversehrtheit einer Person bedürfen deren Zustimmung. Die betroffene Person darf aufgrund der Verweigerung der Zustimmung weder bestraft werden noch dürfen ihr soziale oder berufliche Nachteile erwachsen.
Art. 197 Ziff. 122
12. Übergangsbestimmung zu Art. 10 Abs. 2bis (Recht auf körperliche und geistige Unversehrtheit)

### Initiativkomitee
Das Initiativkomitee «Freiheitliche Bewegung Schweiz, Komitee STOPP Impfpflicht» besteht aus 18 Mitgliedern. Erstunterzeichner sind Richard Koller (Mönchaltorf, ZH), Präsident der «Freiheitlichen Bewegung Schweiz» (FBS), an zweiter Stelle folgt Christian Oesch (Eriz, BE), ausgeschiedener Vizepräsident der «Freiheitlichen Bewegung Schweiz». An dritter Stelle folgt Yvette Estermann, ehemalige Nationalrätin der SVP aus dem Kanton Luzern, an vierter Stelle Marco Rima, Schauspieler und Kabarettist. Die Freiheitliche Bewegung hatte eine ähnlich Initiative schon vor der Pandemie geplant.
Der offizielle Internetauftritt der Initianten befand sich Mitte April 2024 wie auch noch Mitte Mai 2024 «im Aufbau».

### Argumente des Initiativkomitees
Das Komitee will den bestehenden Grundsatz der körperlichen Unversehrtheit in der Bundesverfassung erweitern, «so dass jeder Mensch die Freiheit hat, selbst bestimmen zu können, was in seinen Körper gespritzt oder eingesetzt werden darf, ohne dass er bestraft werden kann oder eine soziale oder beruflich Benachteiligung entsteht.» Das Komitee wirft die Frage auf, «was Corona wirklich ist. Ist es ein gefährlicher Virus oder ist es eine Agenda, wie viele sagen, die dazu bestimmt ist, Impfungen an Massen zu verteilen (Bill Gates, Zitat: Es wird erst wieder eine Normalität geben, wenn 7 Milliarden Menschen geimpft sind)». Die Volksinitiative werde «wohl der einzige Weg sein, die Diktatur über unsere Art zu leben zu stoppen».
Von Massnahmengegnern kritisiert wurden insbesondere die COVID-19-Zertifikate 3G oder 2G, aber auch die Möglichkeit im Epidemiengesetz, Impfungen für obligatorisch zu erklären (Art. 22 EpG).
Unter «Argumente» schrieb das Komitee im offiziellen Abstimmungsbüchlein als Einleitung:

«Ja, folgende Frage stellt sich uns in dieser Abstimmung: Wollen wir in Zukunft weiterhin frei über unseren Körper entscheiden können? Ein Sklave würde dies mit einem überzeugten und kräftigen Ja beantworten, denn er weiss, wie es ist, ein Leibeigener zu sein. Der Mensch ist nur frei, wenn er in Eigenverantwortung mit überzeugtem Ja selbst bestimmen kann, was in den Körper kommt, und nicht die Politik. Vertrauen Sie nie nur der Politik, denn niemand weiss, wie die Welt in 5 Jahren aussehen wird.»

## Behandlung der Initiative

### Einreichung der Initiative
Nachdem die Bundeskanzlei während der Vorprüfung festgehalten hatte, die Initiative entspreche allen gesetzlichen Vorgaben, durfte die Sammlung von 100'000 Unterschriften in einem Zeitraum von 18 Monaten (Art. 139 BV) am 1. Dezember 2020 beginnen; der Ablauf der Sammelfrist war am 1. Juni 2022. Die Initiative wurde bereits rund ein halbes Jahr zuvor, am 16. Dezember 2021, eingereicht, da die notwendigen Unterschriften gesammelt worden waren. Dies bestätigte die Bundeskanzlei, als sie am 25. Januar 2022 verfügte, die Initiative sei mit 125'015 gültigen Unterschriften zustande gekommen.

### Stellungnahme des Bundesrates
Der Bundesrat weist darauf hin, dass das Recht jedes Menschen «auf körperliche und geistige Unversehrtheit» bereits als Grundrecht in der Bundesverfassung verankert ist (Art. 10 BV). Das Erfordernis der Zustimmung für einen Eingriff sei bereits jetzt im bestehenden Grundrecht der persönlichen Freiheit enthalten. Die Notwendigkeit einer Einwilligung laut Initiative wäre aber nicht auf medizinische Zwecke oder Impfungen begrenzt. Der Initiativtext sei sehr weit gefasst und erfasse diverse andere Bereiche staatlichen Handelns (z. B. Polizeiwesen und Strafverfolgung, Militär, Ausländer- und Asylwesen, Kindes- und Erwachsenenschutz). Eine Annahme der Initiative würde zu einer grossen Rechtsunsicherheit führen, da nicht klar wäre, wie der neue Verfassungstext in diesen anderen Bereichen anzuwenden wäre. Vor allem lasse der Initiativtext aber auch ausser Acht, dass Einschränkungen der Grundrechte unter bestimmten, eng formulierten Voraussetzungen möglich sind (Art. 36 BV). Wenn die Initianten die Anwendbarkeit von Artikel 36 BV hätten einschränken wollen, dann hätten sie dies im Initiativtext klar zum Ausdruck bringen müssen. Da sie dies unterlassen haben, entstehe zusätzliche Rechtsunsicherheit. Nach Artikel 36 BV wäre es nach wie vor möglich, dass unter engen Voraussetzungen eine Impfung bei bestimmten Personengruppen (z. B. Tätigkeit in der Gesundheitsversorgung) während beschränkter Zeit für obligatorisch erklärt werden kann. Eine Verabreichung einer Impfung zur Prophylaxe bei grundsätzlich gesunden Personen mittels physischem Zwang wäre aber heute schon unbestrittenermassen ausgeschlossen, da damit der Kerngehalt des Grundrechts angetastet würde (Art. 36 Abs. 4 BV).
Mit seiner fristgerecht unterbreiteten Botschaft vom 9. Dezember 2022 beantragte der Bundesrat der Bundesversammlung, Volk und Ständen die Ablehnung der Volksinitiative zu empfehlen; auf einen Gegenentwurf sei zu verzichten.

### Beratungen des Parlaments
Der Nationalrat folgte dem Antrag seiner Kommission für Rechtsfragen, die Initiative Volk und Ständen zur Ablehnung zu empfehlen, mit 140 zu 35 Stimmen bei acht Enthaltungen. Einzig die SVP unterstützte die Initiative und einen Gegenentwurf. Die Gegner der Initiative befürchteten unerwünschte Rechtsunsicherheiten, etwa im Strafvollzug oder bei der Entnahme von DNA. Es wurde beispielsweise befürchtet, dass das Gewaltmonopol des Staates tangiert würde und die Polizei beispielsweise keine Verdächtigen mehr ohne deren Zustimmung festnehmen könne. Grosse Rechtsunsicherheit entstünde etwa auch im Bereich des Erwachsenenschutzes. Die SVP wollte das Anliegen der Selbstbestimmung in Impfsachen oder in Bezug auf «jedes andere biomedizinische Verfahren» mit einem Gegenentwurf aufnehmen. Ihre Anträge für einen direkten oder indirekten Gegenentwurf wurden jedoch deutlich abgelehnt. Der Ständerat beschloss die ablehnende Abstimmungsempfehlung ohne Gegenantrag.

## Meinungsumfrage
In einer Umfrage Mitte April 2024 erklärten 70 Prozent der Befragten, die Vorlage sicher oder eher abzulehnen. Nur unter Parteianhängern der SVP und Parteiungebundenen hätte die Initiative zu jenem Zeitpunkt eine reale Chance gehabt, eine Mehrheit zu erreichen. Regional fand sich im Tessin eine doppelt so hohe Zustimmung wie in der Westschweiz, dazwischen lag die Deutschschweiz.

## Finanzierung der Abstimmungskampagne
Ab 2024 muss die Finanzierung der Abstimmungskampagnen offengelegt werden; die Eidgenössische Finanzkontrolle publiziert die deklarierten Angaben. Allein die Eidgenössisch-Demokratische Union (EDU) hat eine Schlussabrechnung für eine Kampagne zugunsten der Initiative vorgelegt und Zuwendungen von 98'852 CHF ausgewiesen. Die Gegner der Initiative haben keine Kampagne geführt.

## Ergebnis der Volksabstimmung
Am 9. Juni 2024 wurde die Initiative von 73,7 % der Stimmberechtigten und allen Ständen verworfen.
| Kanton                   | Ja (%)  | Nein (%) | Beteiligung (%) |
| ------------------------ | ------- | -------- | --------------- |
| Zürich                   | 22,77 % | 77,23 %  | 46,65 %         |
| Bern                     | 25,60 % | 74,40 %  | 44,95 %         |
| Luzern                   | 23,88 % | 76,12 %  | 45,22 %         |
| Uri                      | 27,03 % | 72,97 %  | 34,87 %         |
| Schwyz                   | 34,02 % | 65,98 %  | 48,58 %         |
| Obwalden ½               | 30,78 % | 69,22 %  | 48,22 %         |
| Nidwalden ½              | 24,93 % | 75,07 %  | 47,82 %         |
| Glarus                   | 28,09 % | 71,91 %  | 41,86 %         |
| Zug                      | 24,63 % | 75,37 %  | 52,02 %         |
| Freiburg                 | 29,64 % | 70,36 %  | 43,22 %         |
| Solothurn                | 26,05 % | 73,95 %  | 43,26 %         |
| Basel-Stadt ½            | 21,87 % | 78,13 %  | 49,60 %         |
| Basel-Landschaft ½       | 25,52 % | 74,48 %  | 46,80 %         |
| Schaffhausen             | 32,06 % | 67,94 %  | 66,34 %         |
| Appenzell Ausserrhoden ½ | 30,56 % | 69,44 %  | 49,34 %         |
| Appenzell Innerrhoden ½  | 29,90 % | 70,10 %  | 40,89 %         |
| St. Gallen               | 28,24 % | 71,76 %  | 42,51 %         |
| Graubünden               | 25,39 % | 74,61 %  | 42,31 %         |
| Aargau                   | 24,79 % | 75,21 %  | 42,92 %         |
| Thurgau                  | 29,44 % | 70,56 %  | 42,94 %         |
| Tessin                   | 35,67 % | 64,33 %  | 49,72 %         |
| Waadt                    | 22,97 % | 77,03 %  | 44,21 %         |
| Wallis                   | 30,12 % | 69,88 %  | 44,00 %         |
| Neuenburg                | 29,72 % | 70,28 %  | 42,98 %         |
| Genf                     | 27,73 % | 72,27 %  | 46,08 %         |
| Jura                     | 34,30 % | 65,70 %  | 42,20 %         |
| Schweiz                  | 26,27 % | 73,73 %  | 45,34 %         |

## Analyse nach der Abstimmung
Auf die Frage, ob die Initianten nach der Abstimmung nur noch als «Splittergruppe am rechten Rand» wahrgenommen werden könnten, antwortete Politikwissenschaftler Michael Hermann mit «absolut», er hoffe, dass «diese Gruppen mit den wiederholten klaren Niederlagen ihrer Vorlagen» in einem «Verarbeitungsprozess» ihre Entfremdung vom Staat etwas abbauen könnten.
In der NZZ wurde als Grund für die Ablehnung die «alarmistischen und weit über das Ziel einer vernünftigen Pandemiepolitik hinausschiessenden Forderungen der Initianten.» Ein Kommentar in der NZZ postulierte, dass sich die SVP ja nicht wegen des Inhalts hinter die Initiative gestellt hätte, sondern aus «Unmut darüber», dass Bundesrat und Verwaltung die Corona-Massnahmen nicht aufarbeiten würden.